# Цуров, Рамазан Магомедович
Рамазан Магомедович Цуров (ингуш. Чуранаькъан Махьмада Рамзан; род. 8 января 1966, Джейрах, Чечено-Ингушская АССР) — ингушский советский и российский поэт, переводчик. Автор официального гимна Ингушетии. Заслуженный работник культуры Республики Ингушетия (2006).

## Биография
Родился 8 января 1966 года в селении Джейрах Назрановского района Чечено-Ингушской АССР. В 1983 году, получив среднее образование, поступил на филологический факультет Чечено-Ингушского государственного университета. В 1984—1986 годах служил в армии, после чего продолжил учёбу в университете, который окончил в 1991 году. С 1993 года Цуров является председателем комитета по физической культуре и спорту Джейрахского района Ингушетии.
Цуров живёт и работает в Джейрахе.

## Творчество
Писать стихи и рассказы начал ещё в возрасте 14 лет. Первая подборка стихов Цурова была издана в альманахе «Утро гор» (ингуш. Лоаман ӏуйре) в 1984 году. С его первыми произведениями ознакомился писатель И. М. Базоркин, который отметил необычный талант будущего поэта и поддержал его. В дальнейшем его стихи издавали почти во всех республиканских периодических изданиях. В 1990 году Цуров написал стихотворение «Гимн Ингушетии», которое в 1993 году стало официальным гимном Республики Ингушетия.
Цуров занимается переводами художественных произведений российских и зарубежных писателей на ингушский и русский языки. Так, например, в 1998 году он перевёл на ингушском языке драму Ф. Г. Лорки «Кровавая свадьба» для ингушского государственного драматического театра имени Идриса Базоркина. Также, он перевёл на русский язык произведения Р. Киплинга, Гёте, У. Шекспира, Дж. Х. Яндиева, А. Т. Хашагульгова, Н. Д. Кодзоева и др.
По мнению М. Д. Яндиевой, поэзии Цурова, по его энергии, таланту, художественной одаренности и сильнейшему стремлению к свободе и волевому потенциалу в современной ингушской поэзии нет равных. По её словам Цуров «наделён Богом уникальной по своей силе хаждой жизни, которая позволила (буквально с мальчишеских лет) столь глубоко проникнуть в красоту и уродства реального мира, что его стихи (лучшие из них) умаляют все мифы об их «сделанности» и придуманности. Настолько они подлинны и органичны».
В 15—18 лет Цуров написал следующие строки, которые по мнению М. Д. Яндиевой по своей онтологической и эмоциональной сути напоминают стихотворение Дж. Х. Яндиева «Тихая ночь»:
Над крышей дома гроздья звезд зависли.

В такую ночь сбываются желанья.

Дни матери моей продли Всевышний.

или.
Золотая ночь! Замираю, недолгому внемля,

От дневной суеты остывавшую душу коря...

Как горят светлячки! Словно звезды спустились на землю...

А за темным хребтом затаилась и зреет заря,

Сколько света в душе, сколько мягкого, тихого света!

До последней звезды эти звезды земли не умрут.

На опавшей листве, исчезая до нового лета, золотую, прощальную песню цикады поют!
Яндиева оценивает поэзию Цурова как индивидуальную и оригинальную в своих особенностях. Она также считает, что многие из его стихов, несмотря на время написания, носят наподобие линейного эмоционального тона: одинаково интенсивный, без каких-либо очевидных спусков и подъемов. Что касается формы стихотворений, состоящей из напряжённых размышлений и рефлексий, то она передаёт изначальный процесс познавания, узнавания мира, сути вещей и явлений. По мнению Яндиевой присутствующая в поэзии Цурова интуитивная и сверхизбыточная жажда постижения мира путем ассоциаций, метафор и сравнений «отнюдь не размывает, не затемняет ясности смыслов и четкости мыслей».
От себя самого не укрыться в расщелинах скал, и тоску не забыть под напев родниковой струи...

Чтоб смятенье убить, я высокие души искал и от них убегал, лишь умножив сомненья свои.

Поражен быстротой убегающих яростных лет, потеряв и конец и начало в таинственной мгле,

Сотворенный для вечной борьбы без удач и побед, я несу свою смутную душу по грешной земле.

Ни на час, ни на миг, среди летнего буйства цветов, предосеннюю боль заглушить не имею я сил...

Из живущих никто никогда не бывает готов, понимая, принять наступившее время могил!...
Как отмечает М. Д. Яндиева, в лирической поэзии Цурова нет чистой публицистики, какие-либо «прогрессивных», «социально-политических» и актуальных идей и мыслей, т. е. его лирика не включает того, что к истинной поэзии не имеет отношения. Однако, литературовед же отмечает, что возможно, поэтому Цуров «счастливее очень многих своих коллег «по цеху». Но его аполитичность на самом деле — самая честная политическая позиция: он не поддается и не участвует в каких-либо манипуляциях».
Теме одиночества посвящены его стихотворения «Одиночество», «С дыханьем частым загнанного волка...», «И в тишине, когда наступит вечер...», «Первой нежною листвою...» и др. Что касается мотива абсолютного одиночества, то он присутствует почти во всех его стихотворениях:
...Но тоска, как зверь, напала,

всем на свете завладела.

... Рыжим пламенем напалма белка

легкая летела

и, отыскивая что-то

в старом дубе, будто спятил,

частой дробью пулемета

застучал внезапно дятел.

Словно виселицы, гнулись,

тяжело скрипели ели,

и синицы, точно пули,

одинокие свистели...

## Награды
- Указом президента Республики Ингушетия М. М. Зязикова от 29 ноября 2006 года Цурову присвоено почётное звание «Заслуженный работник культуры Республики Ингушетия»[1].

### На русском языке
- Библиография // Цуров Рамазан Магомедович: К 55-летию со дня рождения / Сост.: Х. Б. Мальсагова. — Сунжа: НБРИ им. Дж. Х. Яндиева, 2020. — С. 31—53. — 63 с.
- Мартазанова Х. М. Биография // Цуров Рамазан Магомедович: К 55-летию со дня рождения / Сост.: Х. Б. Мальсагова. — Сунжа: НБРИ им. Дж. Х. Яндиева, 2020. — С. 11—13. — 63 с.
- Патиев Я. С. Цуров Рамазан Магомедович // Музыкальный атлас. Ингушетия / Сост.: Т. А‑Х. Дзаурова [и др.]; Рец.: М. Б. Долгиева, В. А. Чернявский, А. А. Жаманова. — Ростов н/Д.: Южный издательский дом, 2023. — Т. 1. — С. 330. — 352 с. — 1000 экз. — ISBN 978‑5‑98864‑167‑4.
- Яндиева М. Д. «И пылает мой дух...» // Цуров Рамазан Магомедович: К 55-летию со дня рождения / Сост.: Х. Б. Мальсагова. — Сунжа: НБРИ им. Дж. Х. Яндиева, 2020. — С. 14—23. — 63 с.

### На ингушском языке
- Мартазанова Х. М. Биографи // Чура наькъан Махьмада Рамазан: Ваь 55 шу дизарга / Вашагӏбеллар.: Малсаганаькъан Х. Б. — Шолжа-Пхье: Янданаькъан Х. Дж. цӏерагӏа йола ГӏРКъБ, 2020. — С. 7—11. — 63 с.